# Singles + Covers + Rarities
Singles + Covers + Rarities es un disco recopilatorio de la banda argentina Massacre. Es una recopilación de lados B, covers, temas inéditos y en vivo de Massacre. También, fue el primer disco lanzado por su propio sello discográfico, Laika Records.

## Lista de canciones
1. «Nuevo día» 1
2. «From your lips» 1
3. «Stepping stone» 1 (The Monkees)
4. «Plan B: Anhelo de satisfacción» 2
5. «Mi mami no lo hará» 2
6. «Estallando desde el océano» 3 (Sumo)
7. «Juicio a un bailarín»4
8. «Eighteen» (en vivo) 4  (Alice Cooper)
9. «El alma en la barca»  4
10. «Sembrar, sembrar» 4
11. «El espejo (Reflejo II)» 4
12. «Complete Control» 5  (The Clash)
13. «Te leo al revés» 6
14. «La respuesta es fácil» 6
15. «You really got me» 6  (The Kinks)
16. «1984» [tortu's home re-versión] 7
17. «Canción de las muñecas» (en vivo) 8
18. «Some day never comes» (en vivo) 9  (Creedence Clearwater Revival)
19. «Helter skelter» (en vivo) 9  (The Beatles)

## Créditos
- Guillermo Wallas Cidade - voz
- Francisco Paco Ruiz Ferreyra - batería y percusión
- Pablo Mondello (Pablo M.) - guitarra
- José "Topo" Armetta - bajo en los temas 1, 2, 3, 4, 5, 6, 7, 9, 10, 11 y 12
- Luciano Bochi Facio - bajo en los temas 8, 13, 14, 15, 17, 18 y 19
- Federico - guitarra acústica en los temas 8, 13, 14, 15, 17, 18 y 19

## Producción
1 El tema 1 y 2 fueron grabados en los Estudios Aguilar por Martin Menzel y producido por A. Taranto. El tema 3 es un cover de The Monkees que fue grabado en vivo para el disco "Radio Olmos" que fue lanzado en 1993. Estos temas fueron editados por Tommy Gun Records.
2 Fueron grabados en los Estudios Del Abasto por Álvaro Villagra y producido por A. Taranto para Iguana Records. 
3 Versión que hizo la banda en el disco homenaje a Sumo, "Fuck You", editado en 1995, grabado en el Estudio El Abasto por Álvaro Villagra y producido por Martín Rea para BMG.
4 "Juicio a un bailarín" fue grabado por Brad Lang en los River Recording Studios. El tema 8 es un cover de la Alice Cooper grabado en vivo en Cemento en 1998. "El alma en la barca" es un inédito grabado durante las sesiones de "Juguetes Para Olvidar" nunca editado, que fue posteriormente mezclado por Álvaro Villagra en los Estudios Panda. Los temas 10 y 11 pertenecen a "Juguetes Para Olvidar", grabado en Londres por John Hodgson en Alaska Studios y con la producción artística de Flavio Cianciarulo. Todos estos temas producidos por S. Fasanelli para Discos Milagrosos.
5 Cover de un tema The Clash que fue grabado para el disco homenaje "Buenos Aires City Rockers" que editó en 1997 el sello Resiste Records, grabado por Gonzalo Villagra en el estudio Del Abasto Al Pasto.
6 Forman parte del álbum "Aerial", producidos por S. Uman para Sum Records. "You Really Got Me", es una versión de The Kinks.
7 Es una mezcla realizada por Dj Tortuga, integrante de Sk8 4Life y Tumbas.
8 En vivo grabado en Cemento, Buenos Aires.
9 Versiones de Creedence Clearwater Revival y The Beatles, respectivamente, tomadas en vivo en el ciclo "Toco Madera" de Fabián Spampinato en la FM D-rock de Mar del Plata. Ambos fueron ecualizados y grabados en directo por el propio Spampinato.
- Producción General: Francisco Paco Ruiz Ferreyra para Laika Records
- Gráfica: Guillermo Wallas Cidade

La foto de Wallas pertenece al periodista y actual cantante de Error Positivo, Maxi Martina.
- Datos: Q6129307